# Narcissus (romanzo)
Narcissus (Narcissus In Chains) è un romanzo horror di Laurell K. Hamilton, il decimo della serie di Anita Blake - Cacciatrice di vampiri, pubblicato in lingua originale nel 2001 e pubblicato in Italia nel 2010 dalla Casa Editrice Nord.

## Trama
La storia si svolge a giugno, molti mesi dopo gli eventi raccontati nel precedente romanzo, durante i quali Anita ha tagliato i ponti con gli esseri soprannaturali della sua vita a Saint Louis, in particolare con i suoi due amanti: il vampiro Jean-Claude e il licantropo Richard. Ma la Sterminatrice è costretta a cercare il loro aiuto per salvare due membri del branco di leopardi mannari di cui lei è Nimir-Ra, presi in ostaggio nel locale al luci rosse Narcissus In Chains, gestito dal capo del branco delle iene mannare della città, Narciso.
Prima di liberare i suoi leopardi, Anita congiunge i marchi con Jean-Claude e Richard, indebolitisi durante la sua lunga assenza.
Una volta raggiunta la stanza in cui sono imprigionati i due leopardi, Anita si trova a fronteggiare un gruppo di serpenti mannari, capitanati da Coronus, che hanno rapito e tornurato Gregory e Nathaniel, i due leopardi mannari, assieme a delle fanciulle cigno. Anita e i suoi li affrontano, ma durante il combattimento lei rimane ferita e Gregory, per proteggerla, le si butta addosso in forma animale infilando la zampa nella ferita profonda, che porta al coma la Sterminatrice.
Anita si risveglia nuda tra due leopardi mannari, Caleb e Micha, quest'ultimo è il Nimir-Raj di un branco esterno ed è stata proprio la presenza costante dei leopardi mannari nel suo letto a guarirla. La guarigione della Sterminatrice fa supporre che essa abbia contratto la licantropia da Gregory durante il combattimento, inoltre la protagonista viene a sapere che Jean-Claude è in prigione, accusato di averla uccisa e in una conversazione teleofnica, Richard dichiara di non volerla più come amante e che i lupi mannari hanno rapito Gregory per punirlo di ciò che ha fatto alla loro Lupa; inoltre lei si rende conto che il branco è stato indebolito dal regime democratico introdotto da Richard e che un aspirante al potere, Jacob, potrebbe uccidere l'Ulfric.
Poco dopo il suo risveglio, mentre Anita si trova nelle docce dell'ospedale dei licantropi a parlare con Micha, sopraggiunge per la prima volta l'ardeur, una lussuria incontrollabile che la Sterminatrice ha ereditato da Jean-Claude dopo il congiungimento dei marchi e che la porta a nutrirsi soddisfando il desiderio sessuale con la prima persona disponibile. Allora Anita e Micha, nonostante si siano appena conosciuti, a causa dell'ardeur consumano un rapporto sessuale e questo fatto scombussola l'anima della protagonista, da sempre pudica e non dedita a perversioni di questo genere.
Quella stessa notte, Anita si reca con Nathaniel alla stazione di polizia di Saint Louis, per dimostrara di essere viva e smentire le accuse con cui Jean-Claude è stato arrestato. Prima della liberazione dell'amante la protagonista ha un'accesa discussione con Dolph, il suo amico luogotenente della squadra RPIT con cui collabora da anni, il quale non è d'accordo con i suoi legami con i vampiri della città, da lui considerati mostri, probabilmente a causa di vicende personali.
Anita, Jean-Claude e Nathaniel si recano al Circo dei Dannati, dove la protagonista dormirà durante il giorno con il suo leopardo e Jason, il lupo mannaro da compagnia, nonché Pomme de Sang del Master.
Al suo risveglio, la protagonista si trova invasa dall'ardeur e, dopo un tentativo fallito di placarlo, marchia con i denti in corpo di Nathaniel soddisfando momentaneamente la fame. Ma il desiderio è ancora presente e Anita lo soddisfa completamente insieme a Jean-Claude e Asher, mentre i due vampiro|vampiri si nutrono di Nathaniel e Jason. Presa dalla fame, la protagonista arriva a mordere Jason con tanta violenza da staccargli un pezzo di pelle e, sconvolta, corre in bagno a rimettere; poco dopo Jean-Claude la raggiunge e in un'importante discussione le espone le implicazioni dell'ardeur e tutto ciò che è cambiato durante la sua assenza, con riferimenti al passato del vampiro e al potere del triumvirato che i tre hanno con Richard. Inoltre Anita viene a sapere che un vampiro a lei profondamente legato, Damian, è stato rinchiuso sei mesi addietro da Jean-Claude in una bara circondata da croci perché impazzito per l'assenza della Sterminatrice.